# صرف (زبان‌شناسی)
صرف یا تصریف اسم در زبان‌شناسی عبارت است از تغییر شکل یک واژه از طریق برخی از عطف‌ها برای بیان عملکرد نحوی آن در جمله
. تغییر صرفی فعل‌ها صرف فعلی نامیده می‌شود.
صرف روی اسم‌ها، ضمایر، صفت‌ها، قیدها و حروف تعریف برای نشان دادن شمار (به عنوان مثال مفرد، مثنی، جمع)، حالت (به عنوان مثال حالت نهادی، حالت مفعولی، حالت اضافی، حالت برایی)، جنس (به عنوان مثال مذکر، خنثی، مؤنث) و تعدادی دیگر از رده‌های دستوری اعمال می‌شود.
|   | اوستایی | حرف نویسی | فارسی         | حالت دستوری        |
| - | ------- | --------- | ------------- | ------------------ |
| 1 | 𐬐𐬀𐬙𐬋.   | kat-ō     | اتاق          | نهادی (فاعلی)      |
| 2 | 𐬐𐬀𐬙𐬆𐬨.  | kat-əm    | اتاق را       | رایی (مفعولی)      |
| 3 | 𐬐𐬀𐬙𐬀.   | kat-a     | با اتاق       | بایی( مفوعل معه)   |
| 4 | 𐬐𐬋𐬙𐬁𐬌.  | kat-āi    | به، برای اتاق | برایی(مفعول له،به) |
| 5 | 𐬐𐬀𐬙𐬁𐬝.  | kat-āț    | از اتاق       | ازی (مفعول منه)    |
| 6 | 𐬐𐬀𐬙𐬀𐬵𐬈. | kat-ahe   | یِ اتاق        | واستگی (اضافی)     |
| 7 | 𐬐𐬀𐬙𐬈.   | kat-e     | در اتاق       | دری (مفعول فیه)    |
| 8 | 𐬐𐬀𐬙𐬀.   | kat-a     | ای اتاق       | ندایی (منادا)      |

صرف در بسیاری از زبان‌های جهان وجود دارد. صرف جنبه مهمی از خانواده‌های زبانی بسیاری مانند زبان‌های بومی آمریکایی (مانند کچوا)، هندواروپایی (آلمانی، بالتیک، اسلاوی، سانسکریت، لاتین، گونه‌های یونانی باستان و نوین)، بانتو (زولو، کیکویو)، سامی (عربی نوین معیار)، فینو-اوگری (مجاری، فنلاندی، استونیایی) و ترکی (ترکی استانبولی) است.